# شارلوت (تگزاس)
شارلوت، تگزاس (به انگلیسی: Charlotte, Texas) شهری در ایالت تگزاس از ایالت‌های جنوبیِ ایالات متحده آمریکا است. در سرشماری سال ۲۰۰۰، جمعیت این شهر ۱۶۳۷ نفر اعلام شد.

## نگارخانه

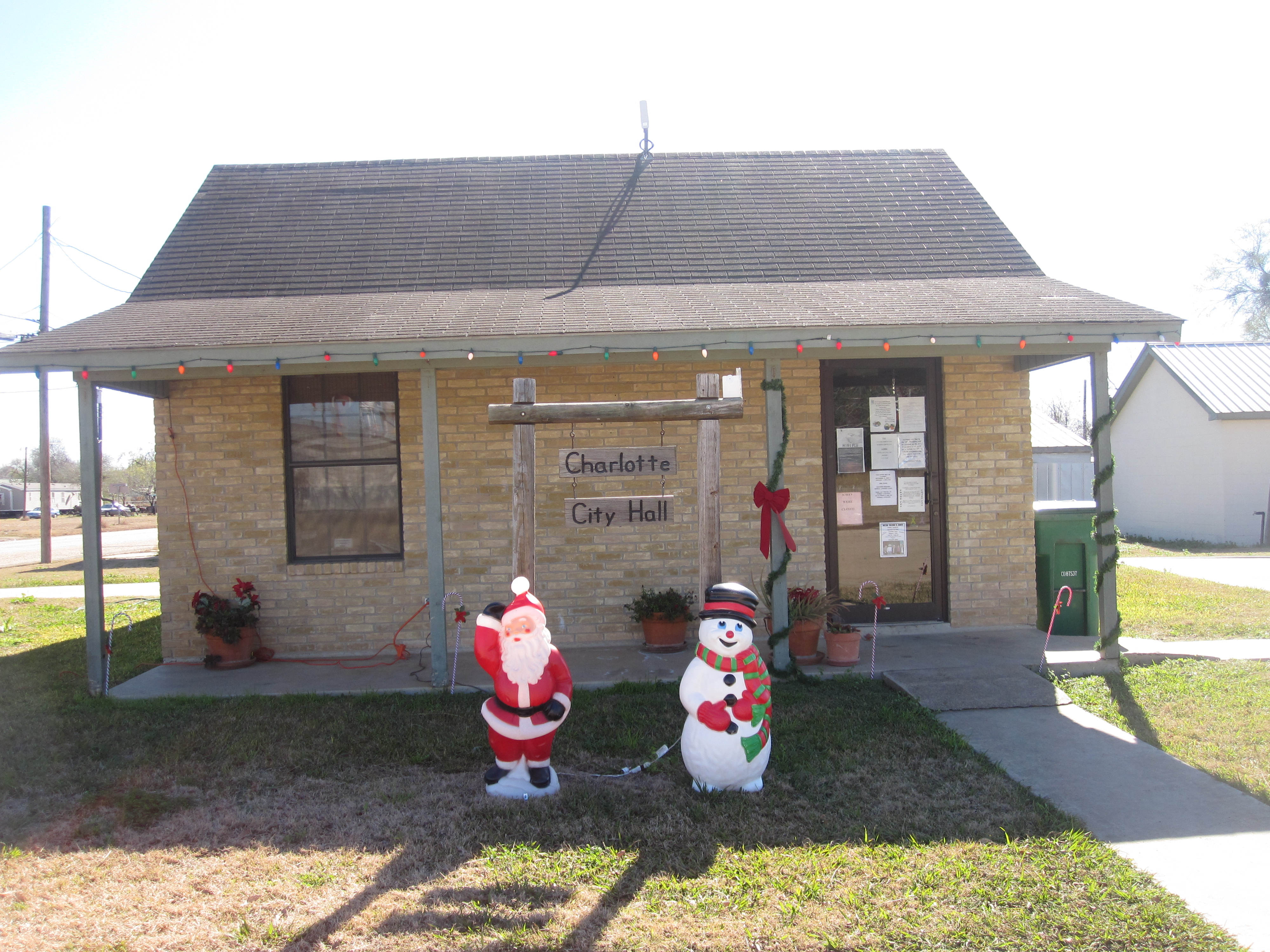
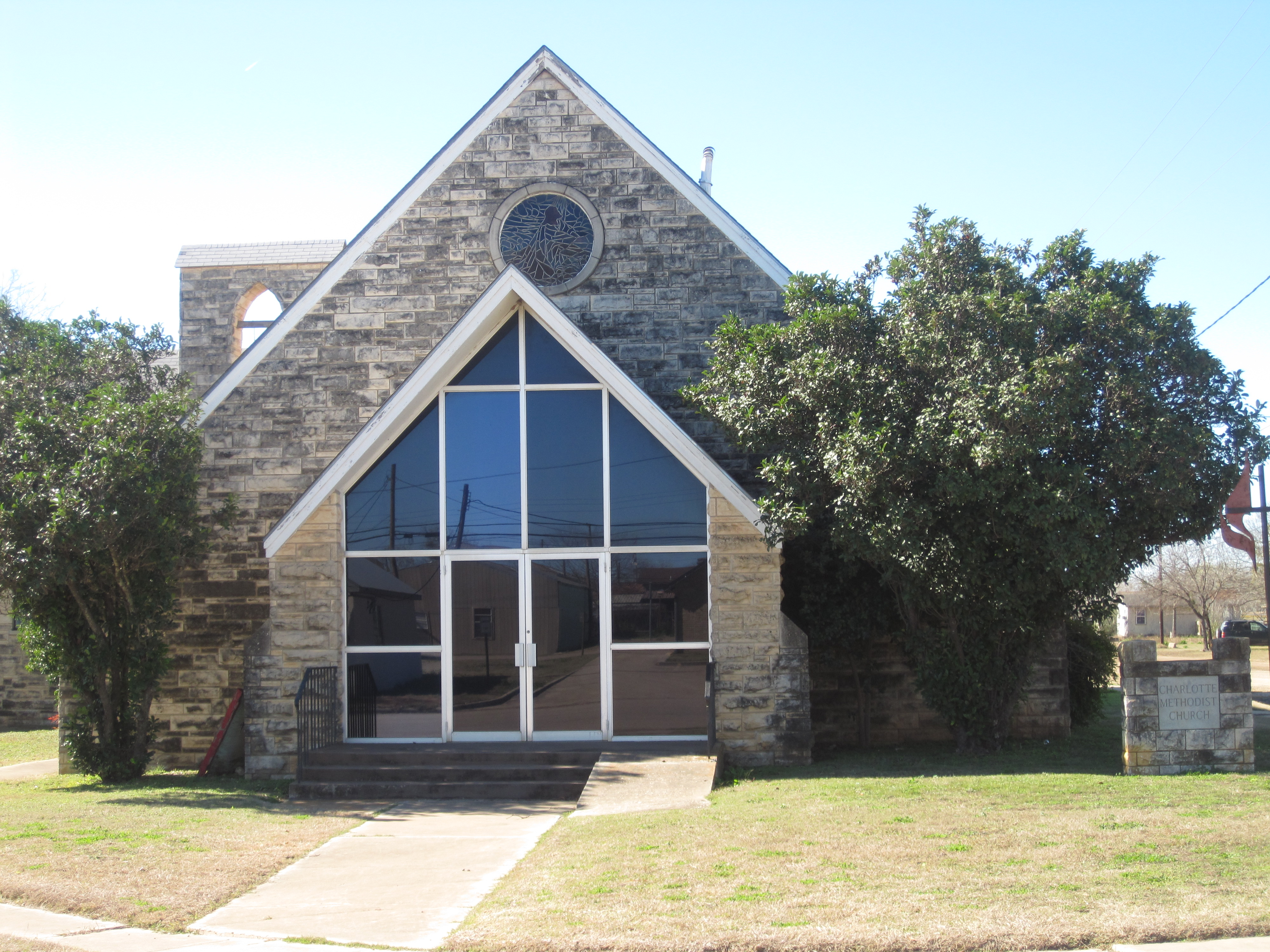
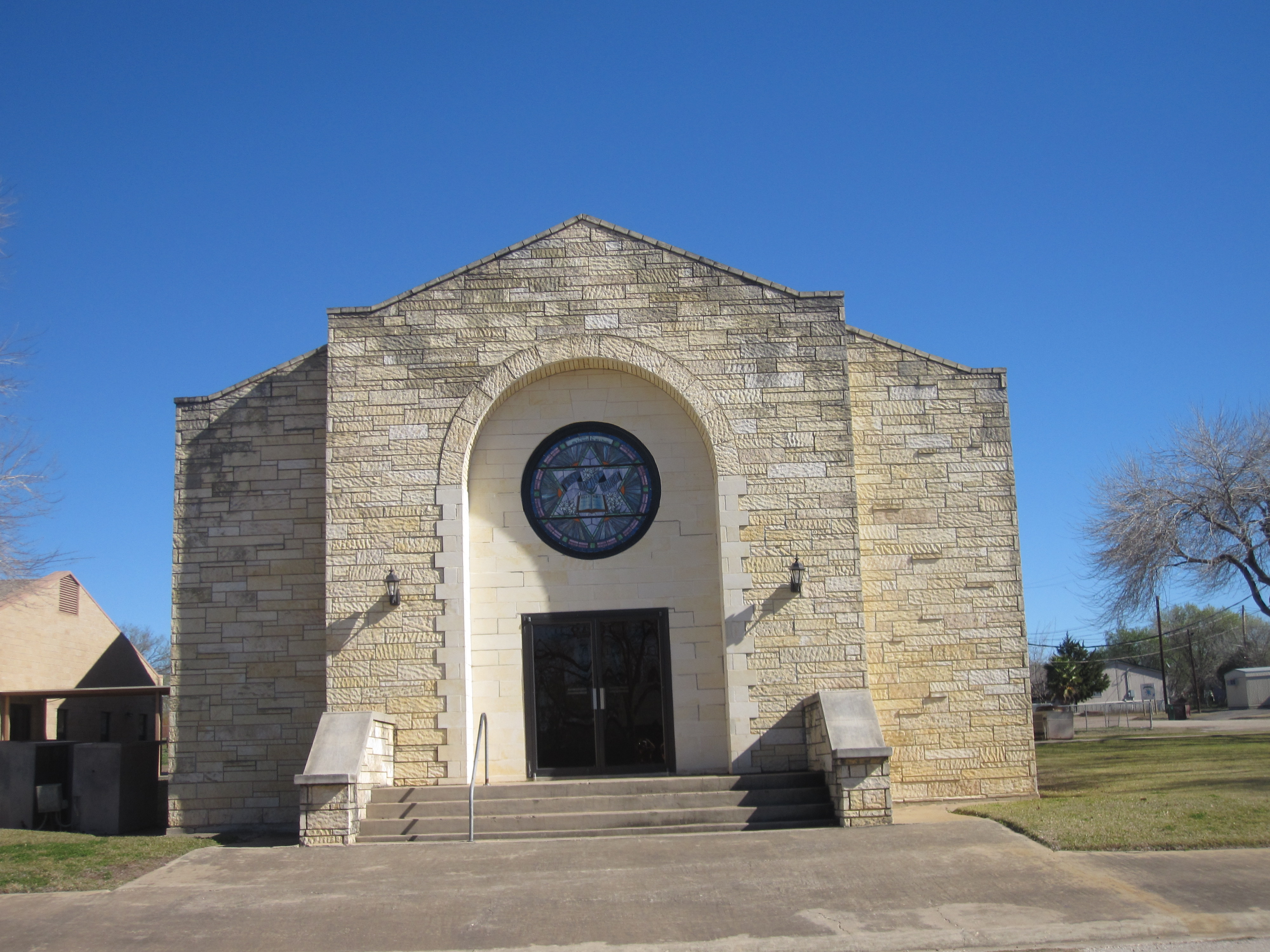
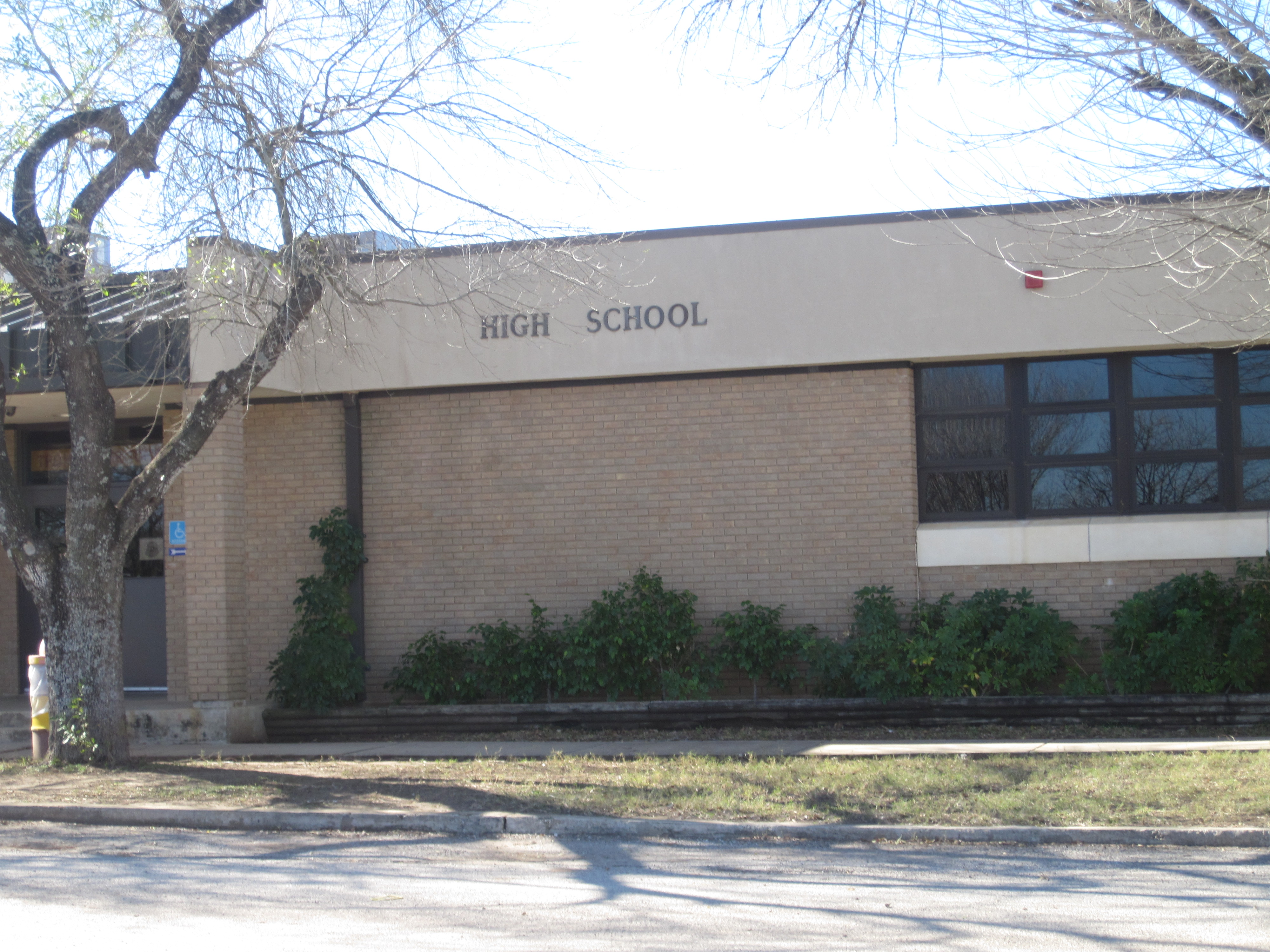
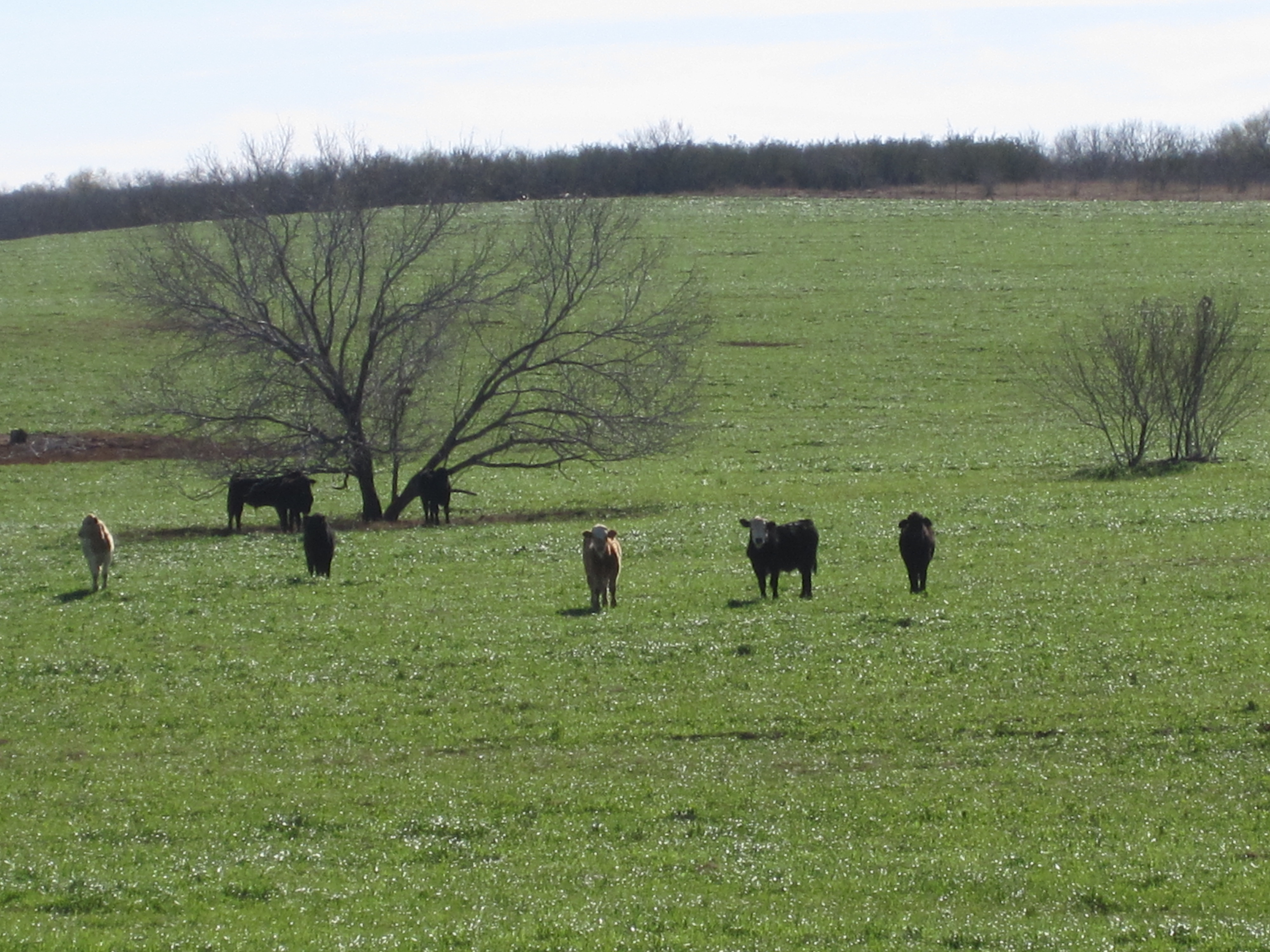
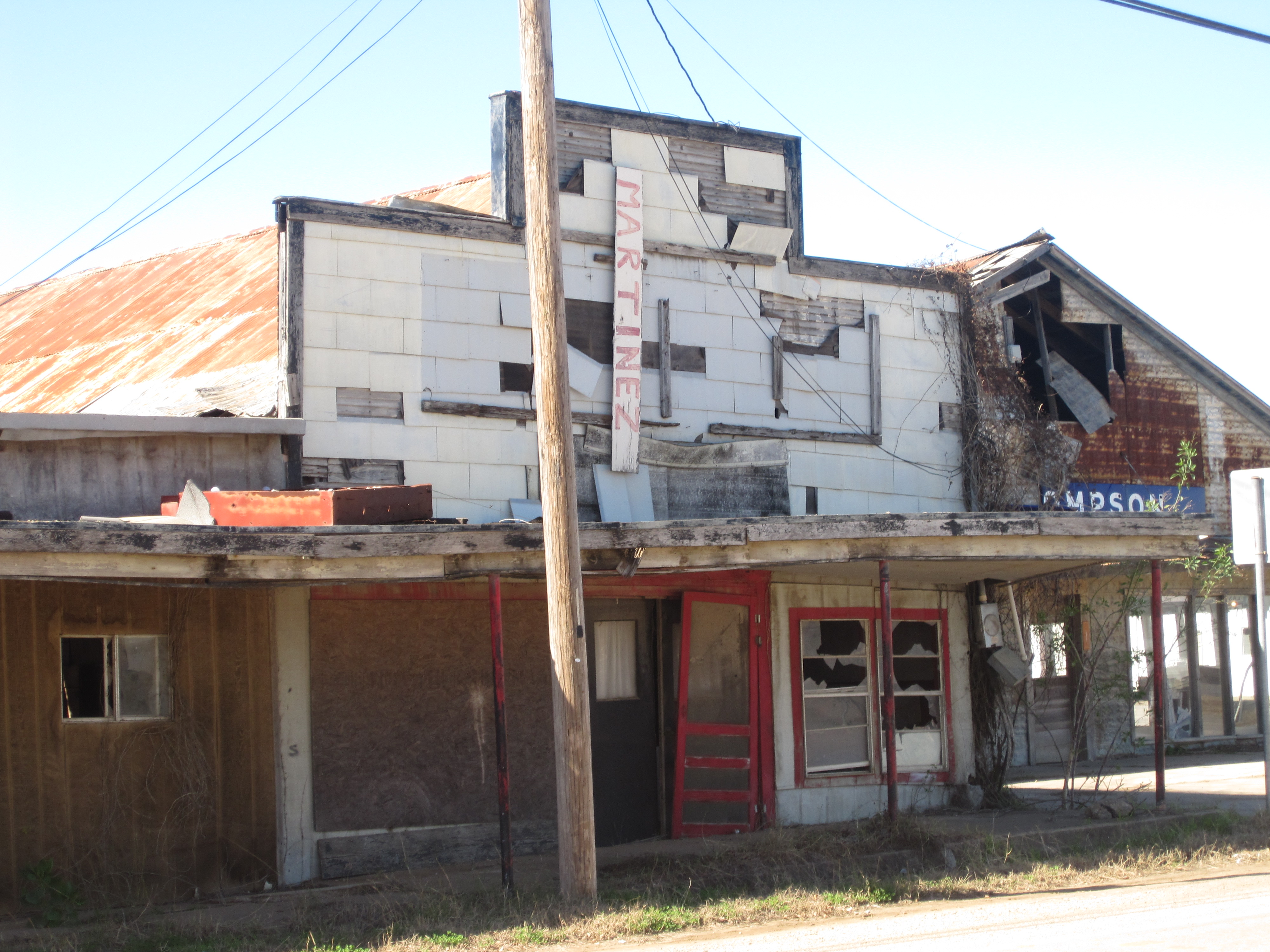
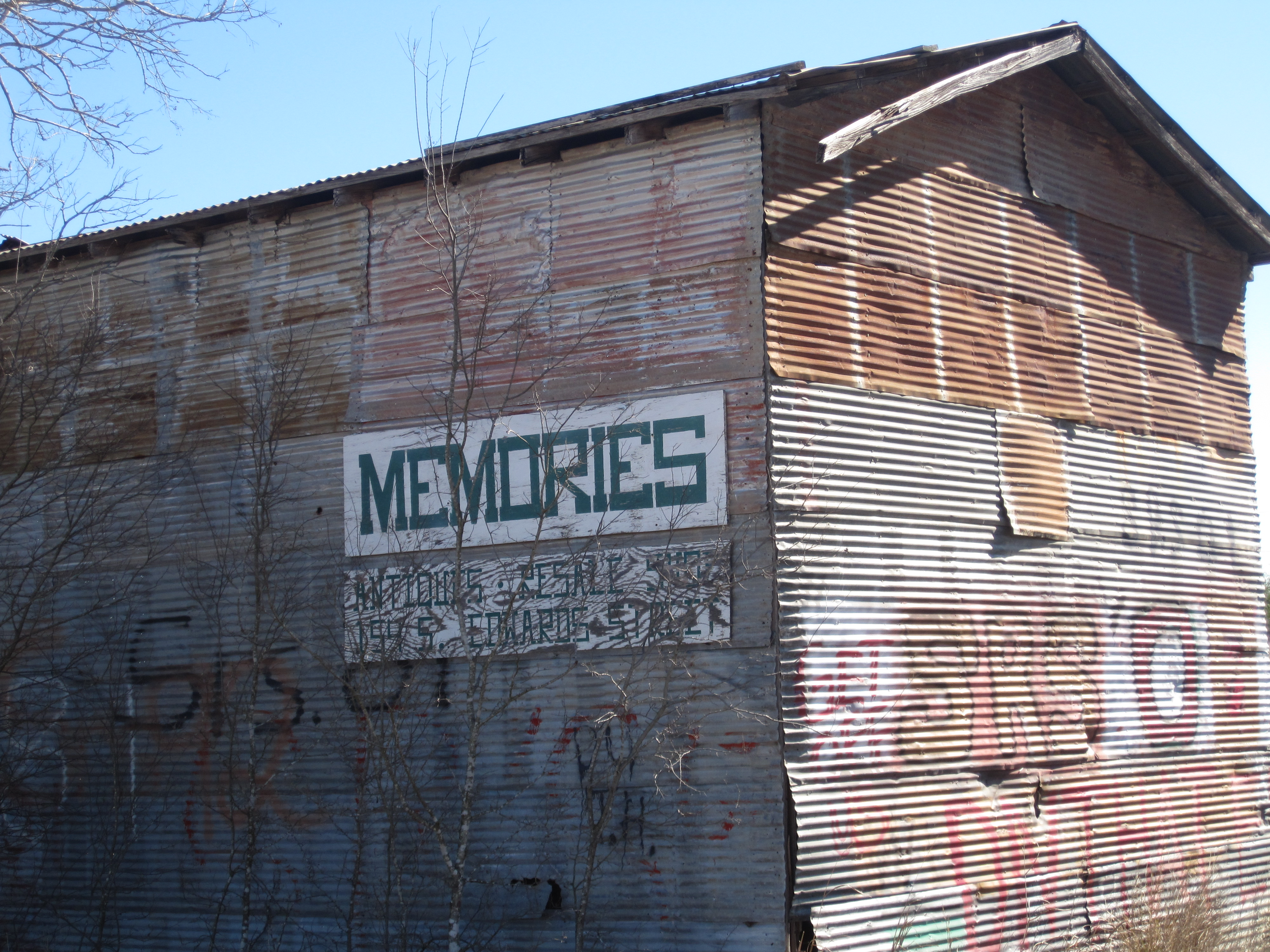

## جستارهای ویژه
- فهرست شهرهای تگزاس